# Атабек Азісбеков
Атабек Азісбеков (кирг. Атабек Азисбеков; нар. 6 листопада 1995) — киргизький борець греко-римського стилю, срібний призер чемпіонату Азії, срібний призер Азійських ігор. Майстер спорту Киргизстану міжнародного класу з греко-римської боротьби. (киргиз.), (рос.)

## Життєпис
Боротьбою почав займатися з 2008 року в Таласі. Перший тренер Б. Дуйшекеєв. У 2012 році став чемпіоном Азії серед кадетів. Того ж року завоював бронзову нагороду чемпіонату світу серед кадетів.
Виступає за борцівський клуб РУОР, Бішкек. Тренери — Ратбек Рамбетов, Ж. Калілов.
Закінчив Киргизький державний технічний університет.

## Спортивні результати на міжнародних змаганнях

### Виступи на Олімпіадах
| Змагання                    | Збірна     | Вагова категорія                 | Місце |
| --------------------------- | ---------- | -------------------------------- | ----- |
| Літні Олімпійські ігри 2020 | Киргизстан | греко-римська боротьба, до 87 кг | 10    |

### Виступи на Чемпіонатах світу
| Змагання                        | Збірна     | Вагова категорія                 | Місце |
| ------------------------------- | ---------- | -------------------------------- | ----- |
| Чемпіонат світу з боротьби 2015 | Киргизстан | греко-римська боротьба, до 75 кг | 11    |
| Чемпіонат світу з боротьби 2016 | Киргизстан | греко-римська боротьба, до 80 кг | 21    |
| Чемпіонат світу з боротьби 2018 | Киргизстан | греко-римська боротьба, до 82 кг | 5     |
| Чемпіонат світу з боротьби 2019 | Киргизстан | греко-римська боротьба, до 87 кг | 5     |
| Чемпіонат світу з боротьби 2022 | Киргизстан | греко-римська боротьба, до 87 кг | 9     |

### Виступи на Чемпіонатах Азії
| Змагання                       | Збірна     | Вагова категорія                 | Місце  |
| ------------------------------ | ---------- | -------------------------------- | ------ |
| Чемпіонат Азії з боротьби 2015 | Киргизстан | греко-римська боротьба, до 75 кг | Срібло |
| Чемпіонат Азії з боротьби 2018 | Киргизстан | греко-римська боротьба, до 82 кг | Срібло |
| Чемпіонат Азії з боротьби 2019 | Киргизстан | греко-римська боротьба, до 87 кг | 8      |
| Чемпіонат Азії з боротьби 2021 | Киргизстан | греко-римська боротьба, до 87 кг | Срібло |

### Виступи на Азійських іграх
| Змагання                        | Збірна     | Вагова категорія                 | Місце  |
| ------------------------------- | ---------- | -------------------------------- | ------ |
| Азійські ігри в приміщенні 2017 | Киргизстан | греко-римська боротьба, до 80 кг | Срібло |

### Виступи на Кубках світу
| Змагання                    | Збірна     | Вагова категорія                 | Місце |
| --------------------------- | ---------- | -------------------------------- | ----- |
| Кубок світу з боротьби 2020 | Киргизстан | греко-римська боротьба, до 87 кг | 13    |

### Виступи на інших змаганнях
| Змагання                                                     | Збірна     | Вагова категорія                 | Місце  |
| ------------------------------------------------------------ | ---------- | -------------------------------- | ------ |
| Літня Універсіада 2013                                       | Киргизстан | греко-римська боротьба, до 74 кг | 19     |
| Турнір Вехбі Емре і Гаміта Каплана 2015                      | Киргизстан | греко-римська боротьба, до 75 кг | 14     |
| Золотий Гран-прі з боротьби 2015                             | Киргизстан | греко-римська боротьба, до 75 кг | 5      |
| Олімпійський кваліфікаційний турнір з боротьби 2016 (Астана) | Киргизстан | греко-римська боротьба, до 75 кг | Бронза |
| Меморіал Болата Турлиханова 2016                             | Киргизстан | греко-римська боротьба, до 85 кг | 5      |
| Турнір Вехбі Емре і Гаміта Каплана 2017                      | Киргизстан | греко-римська боротьба, до 80 кг | 7      |
| Ігри ісламської солідарності 2017                            | Киргизстан | греко-римська боротьба, до 80 кг | 5      |
| Кубок Владислава Пітласинські 2017                           | Киргизстан | греко-римська боротьба, до 80 кг | 12     |
| Гран-прі Угорщини з боротьби 2018                            | Киргизстан | греко-римська боротьба, до 82 кг | Бронза |
| Турнір Вехбі Емре і Гаміта Каплана 2018                      | Киргизстан | греко-римська боротьба, до 82 кг | 5      |
| Меморіал Болата Турлиханова 2018                             | Киргизстан | греко-римська боротьба, до 87 кг | 10     |
| Турнір Дана Колова — Николи Петрова 2019                     | Киргизстан | греко-римська боротьба, до 87 кг | 15     |
| Турнір Г. Картозія і В. Балавадзе 2019                       | Киргизстан | греко-римська боротьба, до 87 кг | Бронза |
| Турнір Вехбі Емре і Гаміта Каплана 2021                      | Киргизстан | греко-римська боротьба, до 87 кг | Бронза |
| Меморіал Болата Турлиханова 2022                             | Киргизстан | греко-римська боротьба, до 87 кг | Бронза |
| Кубок Владислава Пітласинські 2022                           | Киргизстан | греко-римська боротьба, до 87 кг | 14     |
| Ігри ісламської солідарності 2022                            | Киргизстан | греко-римська боротьба, до 87 кг | Бронза |

### Виступи на змаганнях молодших вікових груп
| Змагання                                      | Збірна     | Вагова категорія                 | Місце  |
| --------------------------------------------- | ---------- | -------------------------------- | ------ |
| Чемпіонат світу з боротьби серед юніорів 2014 | Киргизстан | греко-римська боротьба, до 74 кг | 7      |
| Чемпіонат Азії з боротьби серед кадетів 2012  | Киргизстан | греко-римська боротьба, до 69 кг | Золото |
| Чемпіонат світу з боротьби серед кадетів 2012 | Киргизстан | греко-римська боротьба, до 69 кг | Бронза |